# 内田九一

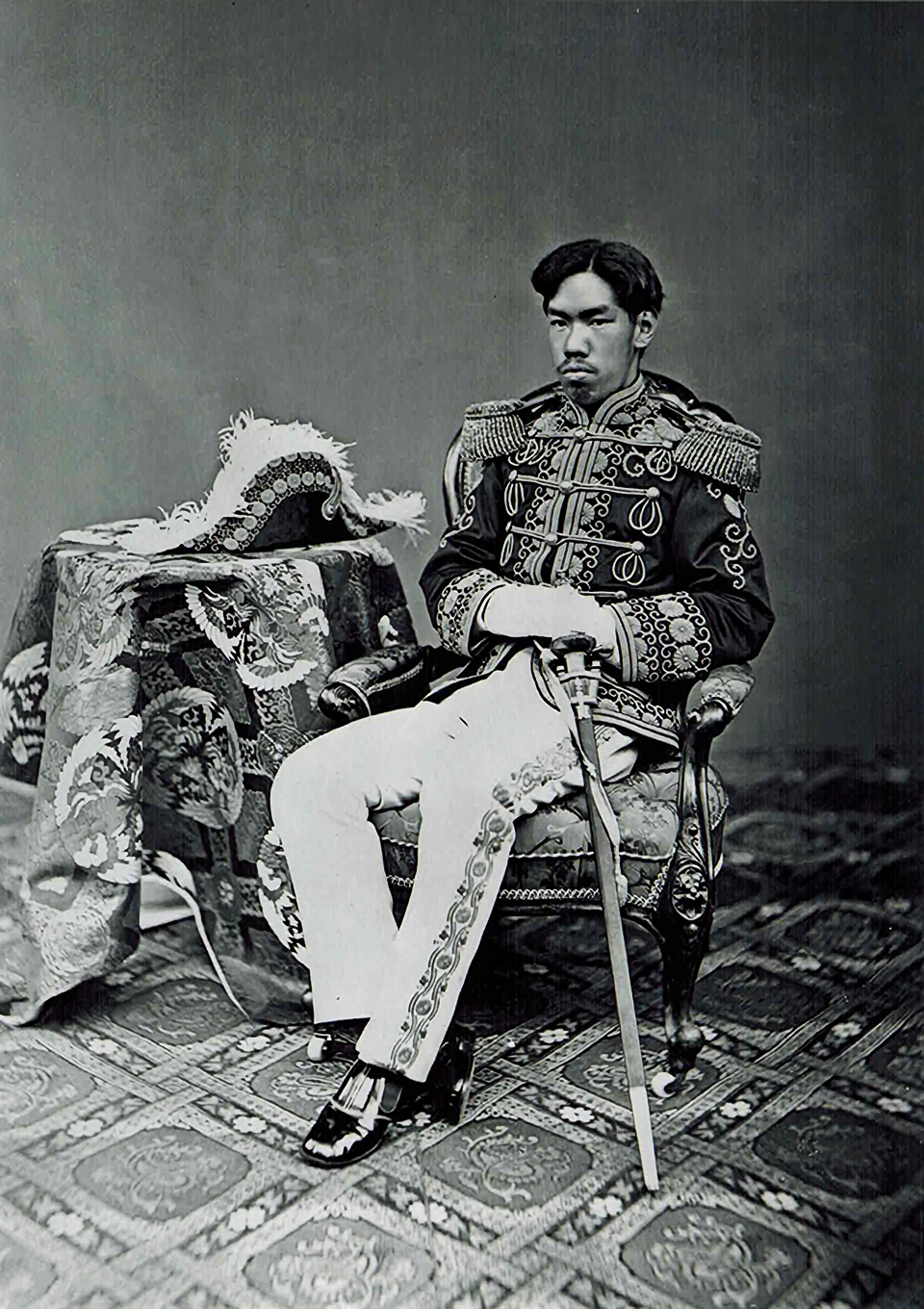
明治6年（1873年）10月、内田九一によって撮影された明治天皇肖像写真（神奈川県立歴史博物館蔵）

内田 九一（うちだ くいち、弘化元年（1844年） - 明治8年（1875年）2月17日）は、幕末から明治時代初期にかけての写真家（写真師）。名は重。最初に明治天皇の肖像写真を撮影したことで知られる（史上初の天皇の公式写真）。

## 生涯
長崎万屋町の生まれ。幼少期に両親を失い、伯父の医師・吉雄圭斎に育てられる。長じて、松本良順の庇護を受けつつ、オランダ軍医・ポンペの舎密試験所で化学を学び（上野彦馬の後輩）、福岡藩士・前田玄造などから写真術を学んだ。慶応元年（1865年）、大坂石町に写真館を開業し、歌舞伎役者や芸者を撮影して評判を得、慶応4年（1868年）に横浜馬車道へ移る。
明治2年（1869年）、東京浅草大代地で写真館「九一堂万寿」（くいちどうまんじゅ）を開業、「東都随一」の写真師として名を馳せた。明治5年（1872年）、明治天皇の西国御巡幸の際、宮内省御用掛の写真師第一号として随行し、名所旧跡の写真を数多く撮影。御巡幸出発前の明治5年4月に束帯姿と小直衣・金巾姿の天皇を、翌年10月には洋装礼服姿の天皇を撮影し、後者を複製したものが「御真影」として地方官庁・学校などに下賜された。
役者や芸者の写真の撮影や販売も行って生活は大いに潤い、神田駿河台紅梅町に洋館兼写真館の豪邸を建てたが、明治7年（1874年）冬より肺結核を患い、翌明治8年（1875年）2月に死去。享年32。九一が撮影したネガは複写されて、いろいろな写真師たちに売られ、日下部金兵衛などがそれを購入している。そのため横浜写真のアルバムには内田九一撮影の風景写真が混じってる場合もある。また、浅草の写真館は、明治14年（1881年）、当時の著名な写真師だった北庭筑波が購入し、「旧内田舎」として再開業した。

## 関連新聞記事
- 内田九一の写真集刊行へ（2011年1月19日付読売新聞・文化面）